# Olympische Sommerspiele 1904/Teilnehmer (Kanada)
| Gelbes Symbol für Goldmedaillen mit stilisierten Olympischen Ringen | Graues Symbol für Silbermedaillen mit stilisierten Olympischen Ringen | Braundes Symbol für Bronzemedaillen mit stilisierten Olympischen Ringen |
| ------------------------------------------------------------------- | --------------------------------------------------------------------- | ----------------------------------------------------------------------- |
| 4                                                                   | 1                                                                     | 1                                                                       |

Kanada nahm an den Olympischen Sommerspielen 1904 in St. Louis, Vereinigte Staaten, mit einer Delegation von 56 Sportlern (allesamt Männer) an 15 Wettbewerben in sechs Sportarten teil. Es konnten sechs Medaillen (viermal einmal Gold und je einmal Silber und Bronze) gewonnen werden. Jüngster Athlet war der Golfer Albert Edison Austin (15 Jahre und 322 Tage), ältester Athlet war der Golfer Albert William Austin (47 Jahre und 176 Tage). Es war die zweite Teilnahme an Olympischen Sommerspielen für das Land.

## Medaillengewinner

### Gold
| Otto Christman     | Fußball        | Fußball         |
| George Ducker      | Fußball        | Fußball         |
| John Fraser        | Fußball        | Fußball         |
| John Gourlay       | Fußball        | Fußball         |
| Alexander Hall     | Fußball        | Fußball         |
| Albert Henderson   | Fußball        | Fußball         |
| Albert Johnston    | Fußball        | Fußball         |
| Robert Lane        | Fußball        | Fußball         |
| Ernest Linton      | Fußball        | Fußball         |
| Gordon McDonald    | Fußball        | Fußball         |
| Frederick Steep    | Fußball        | Fußball         |
| Thomas Taylor      | Fußball        | Fußball         |
| William Twaits     | Fußball        | Fußball         |
| George Lyon        | Golf           | Einzel          |
| Élie Blanchard     | Lacrosse       | Lacrosse        |
| William Brennaugh  | Lacrosse       | Lacrosse        |
| George Bretz       | Lacrosse       | Lacrosse        |
| William Burns      | Lacrosse       | Lacrosse        |
| George Cattanach   | Lacrosse       | Lacrosse        |
| George Cloutier    | Lacrosse       | Lacrosse        |
| Sandy Cowan        | Lacrosse       | Lacrosse        |
| Jack Flett         | Lacrosse       | Lacrosse        |
| Benjamin Jamieson  | Lacrosse       | Lacrosse        |
| Stuart Laidlaw     | Lacrosse       | Lacrosse        |
| Hilliard Lyle      | Lacrosse       | Lacrosse        |
| Lawrence Pentland  | Lacrosse       | Lacrosse        |
| Étienne Desmarteau | Leichtathletik | Gewichtweitwurf |

### Silber
| Alan Bailey         | Rudern | Achter |
| Phil Boyd           | Rudern | Achter |
| Thomas Loudon       | Rudern | Achter |
| Donald MacKenzie    | Rudern | Achter |
| George Reiffenstein | Rudern | Achter |
| John Rice           | Rudern | Achter |
| George Strange      | Rudern | Achter |
| William Wadsworth   | Rudern | Achter |
| Joseph Wright       | Rudern | Achter |

### Bronze
| Black Hawk      | Lacrosse | Lacrosse |
| Black Eagle     | Lacrosse | Lacrosse |
| Flat Iron       | Lacrosse | Lacrosse |
| Spotted Tail    | Lacrosse | Lacrosse |
| Half Moon       | Lacrosse | Lacrosse |
| Lightfoot       | Lacrosse | Lacrosse |
| Snake Eater     | Lacrosse | Lacrosse |
| Red Jacket      | Lacrosse | Lacrosse |
| Night Hawk      | Lacrosse | Lacrosse |
| Man Afraid Soap | Lacrosse | Lacrosse |
| Rain in Face    | Lacrosse | Lacrosse |
| Almighty Voice  | Lacrosse | Lacrosse |

## Teilnehmer nach Sportarten

### Fußball

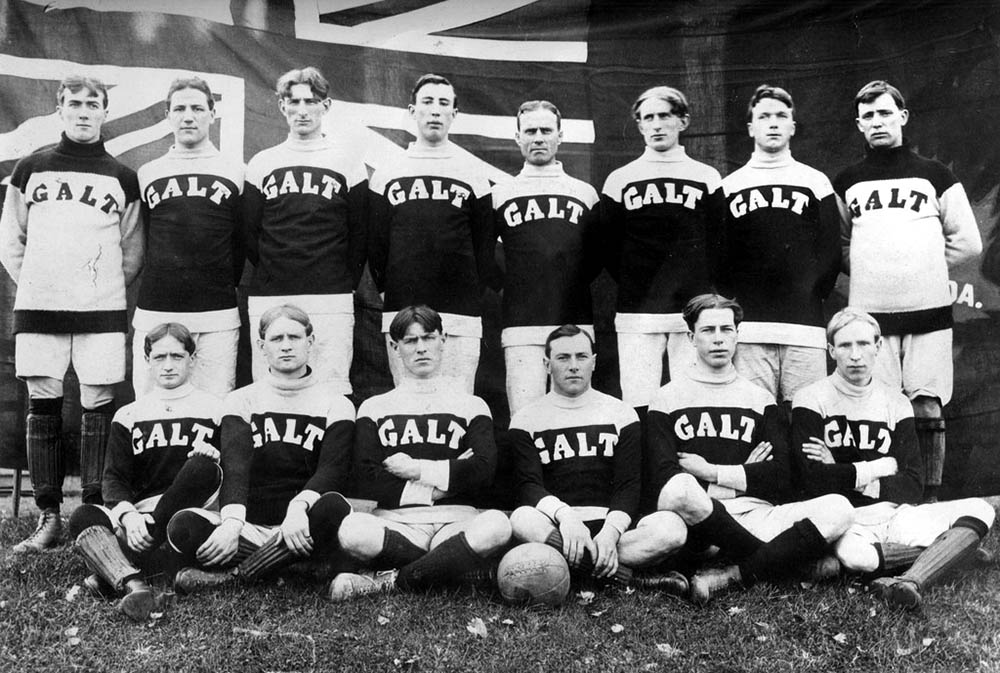
Das siegreiche kanadische Fußballteam vom Galt FC

Galt FC
- Ergebnisse
Rang eins 
7:0-Sieg gegen das Christian Brothers' College aus den Vereinigten Staaten
4:0-Sieg gegen die St. Rose School of St. Louis aus den Vereinigten Staaten
- Kader
- Otto Christman
- George Ducker
- John Fraser
- John Gourlay
- Alexander Hall
- Albert Henderson
- Albert Johnston
- Robert Lane
- Ernest Linton
- Gordon McDonald
- Frederick Steep
- Thomas Taylor
- William Twaits

### Golf
- Albert William Austin
  - Einzel

Qualifikation: 230 Schläge, 73, nicht für das Finale qualifiziert
Runde eins: 117 Schläge, Rang 74
Runde zwei: 113 Schläge, Rang 72

- Albert Edison Austin
  - Einzel

Qualifikation: 211 Schläge, 65, nicht für das Finale qualifiziert
Runde eins: 105 Schläge, Rang 66
Runde zwei: 106 Schläge, Rang 66

- George Lyon
  - Einzel

Qualifikation: 169 Punkte, Rang neun, für das Finale qualifiziert
Runde eins: 84 Punkte, Rang sechs
Runde zwei: 85 Punkte, Rang 13
Runde eins: fünf Löcher Vorsprung bei noch vier zu spielen, für die nächste Runde qualifiziert
Runde zwei: elf Löcher Vorsprung bei noch neun zu spielen, für das Viertelfinale qualifiziert
Viertelfinale: fünf Löcher Vorsprung bei noch vier zu spielen, für das Halbfinale qualifiziert
Halbfinale: ein Loch Vorsprung zum Ende, für das Finale qualifiziert
Finale: drei Löcher Vorsprung bei noch zwei zu spielen, Rang eins

### Leichtathletik
- Peter Deer
  - 800 Meter Lauf

Finale: ohne Wertung
  - 1500 Meter Lauf

Finale: Rang sechs

- Étienne Desmarteau
  - Gewichtweitwurf

Finale: 10,46 Meter, Rang eins

- Percy Hagerman
  - Weitsprung

Finale: Rangs sechs
  - Dreisprung

Finale: Rangs sechs

- Robert Kerr
  - 60 Meter Lauf

Runde eins: in Lauf drei (Rang zwei) gescheitert
Runde eins Hoffnungslauf: ausgeschieden in Lauf eins (Rang vier)
  - 100 Meter Lauf

Runde eins: ausgeschieden in Lauf zwei (Rang drei)
  - 200 Meter Lauf

Runde eins: ausgeschieden in Lauf zwei (Rang drei)

- Percival Molson
  - 400 Meter Lauf

Finale: ohne Wertung

- John Peck
  - 800 Meter Lauf

Finale: ohne Wertung

### Lacrosse
Winnipeg Shamrocks
- Ergebnisse
Rang eins 
Finale: 8:2-Sieg gegen die St. Louis Amateur Athletic Association aus den Vereinigten Staaten
- Kader
Élie Blanchard
William Brennaugh
George Bretz
William Burns
George Cattanach
George Cloutier
Sandy Cowan
Jack Flett
Benjamin Jamieson
Stuart Laidlaw
Hilliard Lyle
Lawrence Pentland

Mohawk Indians of Canada
- Ergebnisse
Rang drei 
Halbfinale: 0:2-Niederlage gegen die St. Louis Amateur Athletic Association aus den Vereinigten Staaten
- Mannschaft
Black Hawk
Black Eagle
Flat Iron
Spotted Tail
Half Moon
Lightfoot
Snake Eater
Red Jacket
Night Hawk
Man Afraid Soap
Rain in Face
Almighty Voice

### Rudern
Argonaut Rowing Club, Toronto
- Ergebnisse
Rang zwei 
Finale: Niederlage mit drei Längen Rückstand auf das Boot des Vesper Boat Club, Philadelphia aus den Vereinigten Staaten
- Mannschaft
Alan Bailey
Phil Boyd
Thomas Loudon
Donald MacKenzie
George Reiffenstein
John Rice
George Strange
William Wadsworth
Joseph Wright

### Ringen
Freistil
- Frederick Ferguson
  - Bantamgewicht

Runde eins: ausgeschieden durch Schulterniederlage gegen Milton Whitehurst aus den Vereinigten Staaten
  - Federgewicht

Rang vier
Viertelfinale: Schulterniederlage gegen Benjamin Bradshaw aus den Vereinigten Staaten
Finale: Schulterniederlage gegen Charles Clapper aus den Vereinigten Staaten